# 大富之家
《大富之家》，是一部喜劇片，1994年於香港上映，導演為高志森，由張國榮、梁家輝、劉青雲等一眾巨星領銜主演。全片以溫情喜劇形式製作，總票房$37,367,669港元，位於1994年香港中文片票房排行榜的第四名。

## 故事簡介
任大寬（曹達華）有三兒一女，長子求富（黃百鳴）與妻子月容（馮寶寶）鬧分居，求富憶女成癡，一厥不振。次子求貴（梁家輝）立志以畫漫畫為終身職業，大寬難以理解，父子終日吵鬧，令寬嫂（李香琴）左右為難，留學法國的三女求安（毛舜筠），父母與爺爺（關德興）盼她早賦歸期。求安與朋友蘿蔔頭（張國榮）從法國回來，表哥效忠（劉青雲）準備向求安展開追求攻勢，求安要求蘿蔔頭扮演男朋友，以迴避效忠。

## 演員
| 演員   | 角色                                         |
| 關德興 | 爺爺                                         |
| 曹達華 | 任大寬                                       |
| 李香琴 | 寬嫂                                         |
| 黃百鳴 | 任求富                                       |
| 梁家輝 | 任求貴                                       |
| 毛舜筠 | 任求安                                       |
| 李泳漢 | 任求其                                       |
| 馮寶寶 | 何月容（求富之妻子）                         |
| 何梓埼 | 埼埼（求富及月容之女）                       |
| 劉青雲 | 董效忠（求富、求貴之表弟，求安、求其之表兄） |
| 鄭裕玲 | 何守貞（何主任）                             |
| 袁詠儀 | 何守潔（何主任妹妹）                         |
| 張國榮 | 蘿蔔頭（Roberto）                            |
| 黃 霑  | George，何月容追求者                         |

## 外部連結
- 開眼電影網上《大富之家》的資料（繁體中文）
- 香港影庫上《大富之家》的資料（繁體中文）
- 时光网上《大富之家》的資料（简体中文）
- 豆瓣电影上《大富之家》的資料 （简体中文）
- 爛番茄上《大富之家》的資料（英文）
- 互联网电影数据库（IMDb）上《大富之家》的资料（英文）